# Karol Rozmarek
Karol Rozmarek (Charles Rozmarek, ur. 1897, zm. 1973) – działacz polonijny w USA, adwokat, wydawca.
Członek Związku Narodowego Polskiego (Polish National Alliance), w okresie 1939–1967 pełnił funkcję prezesa. W latach 1944–1968 prezes Kongresu Polonii Amerykańskiej (Polish American Congress). Starał się, by Polacy brali większy udział w życiu politycznym USA, zabiegał o pomoc gospodarczą dla Polski. Współpracował z Maksymilianem Węgrzynkiem, jednym z założycieli Kongresu Polonii Amerykańskiej. W latach 1949–1952 był członkiem Amerykańskiego Komitetu do Zbadania Zbrodni Katyńskiej. Był również prezesem spółki w Chicago wydającej polskie książki i czasopisma: „Zgoda” i „Dziennik Związkowy”.